# OK13
OK13 er betegnelsen for overenskomstforhandlingerne i 2012-2013 i Danmark for arbejdsmarkedsaftalerne imellem Arbejdsgiverorganisationer og lønmodtagerorganisationer, der ikke vedrører lokalt indgåede aftaler imellem virksomheder og deres medarbejdere.
I offentligheden er OK13 især blevet forbundet med Danmarks folkeskolelærere, og den førte til lærerlockouten 2013, hvor cirka 67.000 lærere blev lockoutet. OK13 vedrørte dog også mange andre erhvervsgrupper.

## Grundskolelærere og andre grupper
Forhandlinger imellem chefforhandlerne fra henholdsvis Kommunernes Landsforening (KL) ved Michael Ziegler og daværende formand for Danmarks Lærerforening (DLF), Anders Bondo Christensen, endte med arbejdsgivernes lockout af cirka 67.000 lærere – herunder lærere fra andre skoletyper end folkeskolen som AMU og produktionsskoler m.v. – og siden et lovindgreb fra Folketingets side for at løse konflikten.
KL forhandlede dog også aftaler på plads for over en halv million andre kommunalt ansatte. Hertil kom blandt andet pædagoger, socialrådgivere og specialarbejdere, som andre organisationer forhandlede for med Finansministeriet og Regionerne.
Betegnelsen OK13 knyttes dog især til folkeskolen, idet man med KL's og Moderniseringsstyrelsens intentioner om en "normaliseringsproces" på området, der betød effektivisering af løn og arbejdstid, igangsatte tre reformændringer for folkeskolelærerne med ganske korte varsler: Lærernes timetal forhøjedes samtidig med at almene specialundervisningselever (14 % af elevmassen) blev inkluderet i den almindelige undervisning, der tidligere havde specialstøttelærere til rådighed, og antallet af særlige mål forhøjedes markant i forbindelse med daværende undervisningsminister Christine Antorinis tiltag.
Aftaleteksten for OK13 bevirkede, at lærerne mistede ansættelsesretten til sin stilling (arbejdsretten), det betød at det med OK13 blev lettere at afskedige Tjenestemandsansatte og i ledelsens optik lettere, at lede og fordele arbejdet uden om organisationsaftaler. I modpartens optik bestod aftaleteksten af ikkebindende "hensigtserklæringer", mens aftaleværn for loft på arbejdstid var gledet ud. Lærerne fik forlænget arbejdsdagen og mistede aldersreduktion for de over 60 år, det vil sige nedsat procentdel i arbejdsbelastning.

## Akademikere og andre grupper
Flere andre branchegrupper var også involveret i OK13.
Iblandt bioanalytikere, fysioterapeuter og sygeplejersker m.fl. stemte 89,2 % ja til Sundhedskartellets OK13-forlig på over 100.000 medlemmers vegne med regioner og kommuner.
Chefforhandleren for Finansministeriet og Moderniseringsstyrelsen, daværende finansminister Bjarne Corydon, der forhandlede med akademikernes hovedorganisation AC, blev mistænkt for i pressen at tage lærerne som "gidsler" ved at udtale, at gymnasielærerne havde underskrevet aftalen. 85 % af medlemmerne af Gymnasieskolernes Lærerforening havde dog stemt imod, og 5 % blankt af de 81,5 %, som afgav stemme. 92 % iblandt andre branchegrupper på op imod en halv million medlemmer – læger, djøf'ere, arkitekter og journalister m.v. – stemte derimod for aftalen med Finansministeriet, hvorfor AC underskrev på alles vegne. Ingeniører (IDA) undtaget, de stod i en gunstig situation, idet de for en periode med virkning et par år før, havde meldt sig ud af AC, men resultatet i 2013 betragtedes som "magert".
OK13 bevirkede, at gymnasielærere mistede arbejdsretten ligesom grundskolelærere (se ovenfor), at nye lærere fik lønforhøjelser finansieret, ved at ældre lærere gik ned i løn, mens alle gik op i timetal og mistede aldersreduktionen. For gymnasiers vedkommende fortolkede nogle gymnasieledelser at undervisernes ytringsfrihed tilsyneladende også blev tabt, hvilket Folketingets Ombudsmand dog afviste.